# Horama oedippus
Horama oedippus là một loài bướm đêm thuộc phân họ Arctiinae, họ Erebidae.